# Muntenegru la Concursul Muzical Eurovision

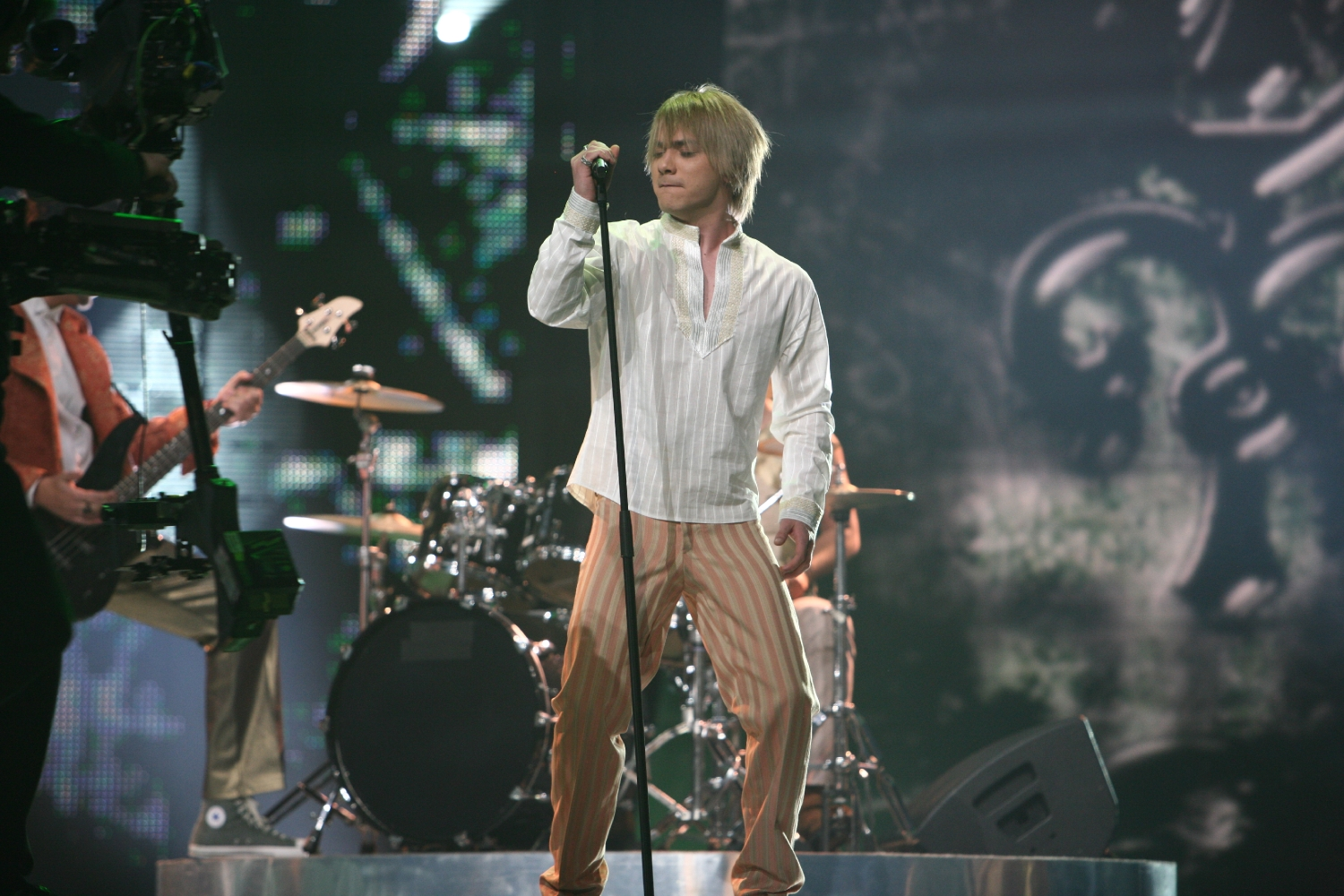
Stevan Faddy la Helsinki (2007)

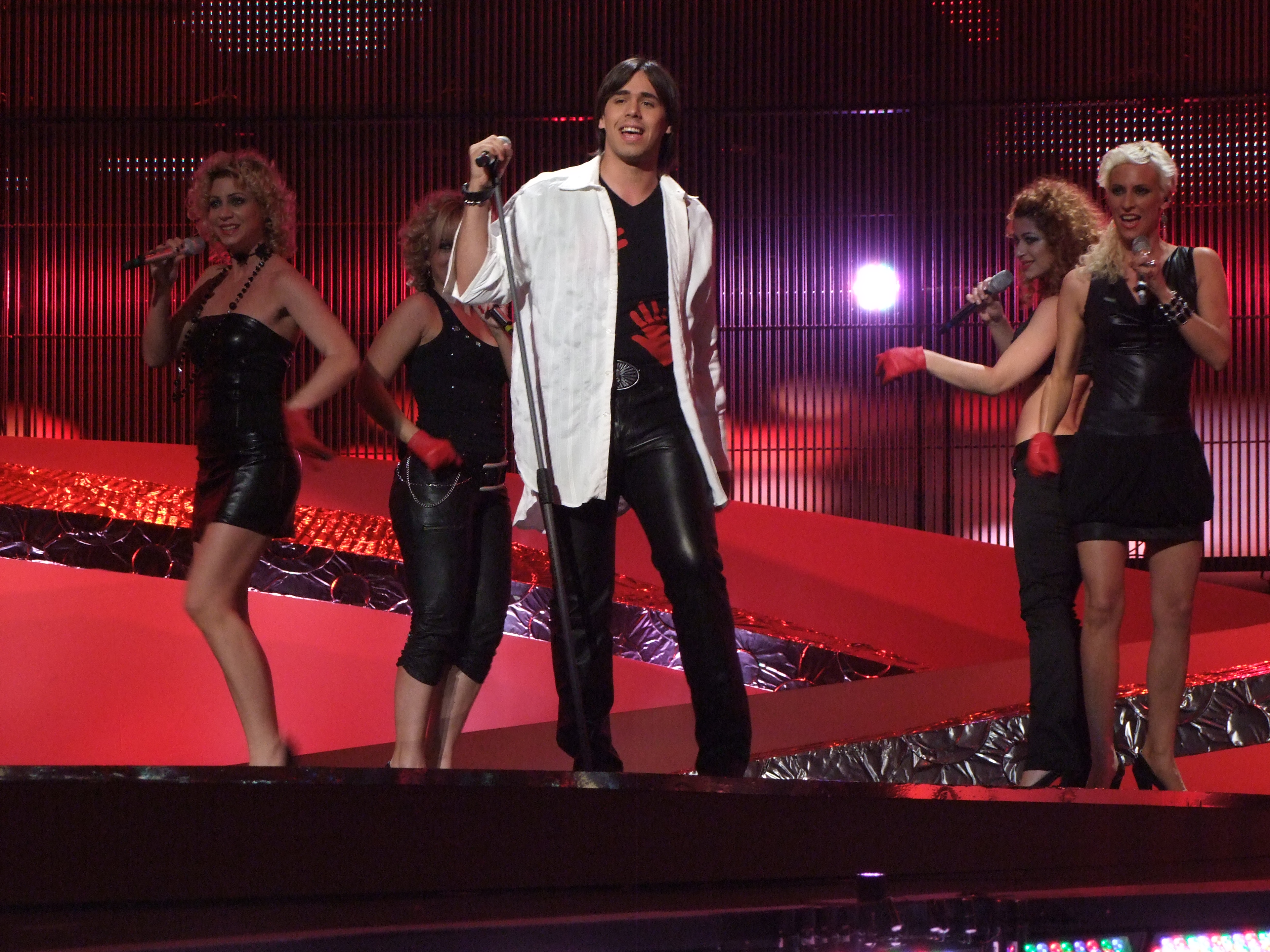
Stefan Filipović la Belgrad (2008)

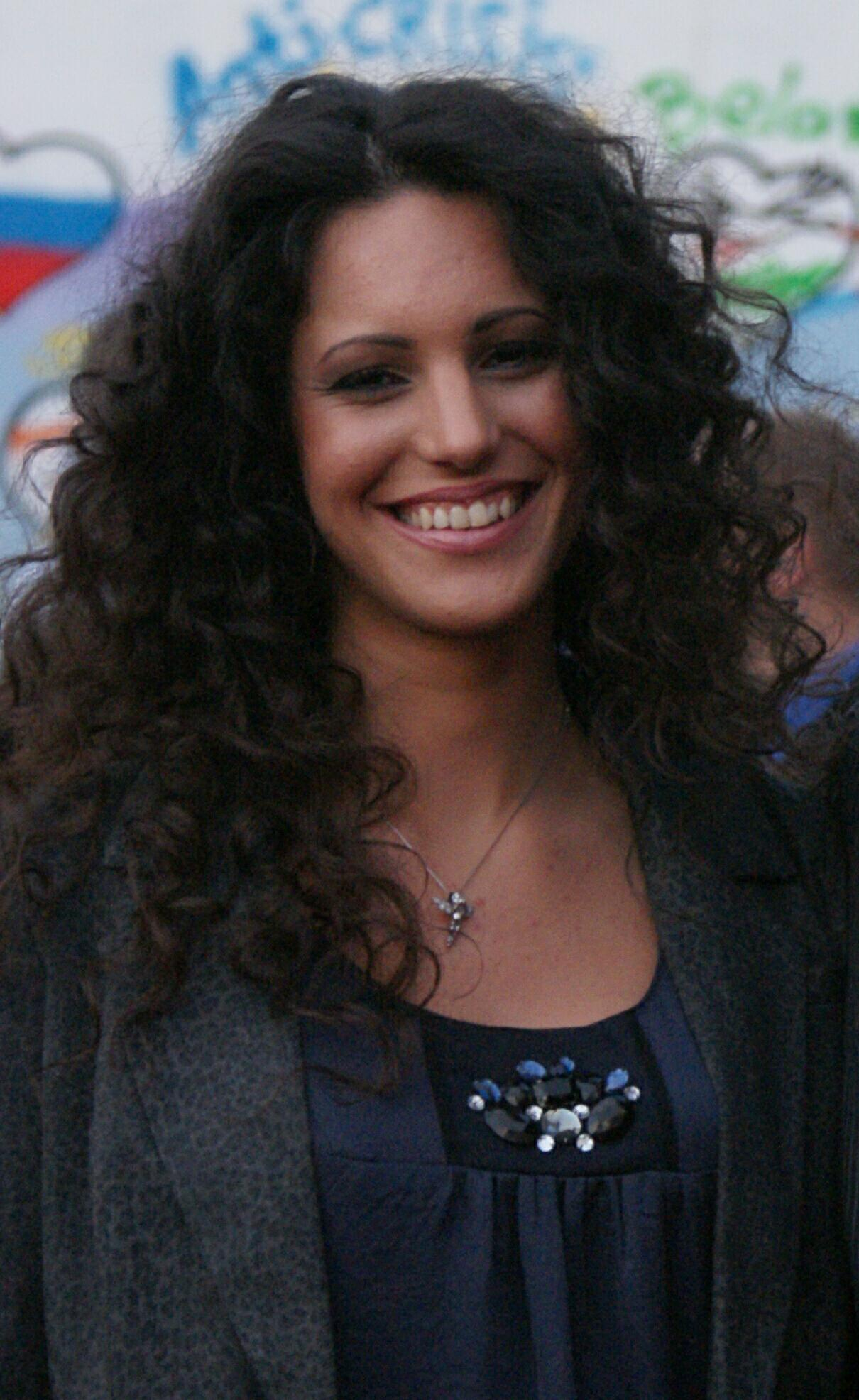
Andrea la Moscova (2009)

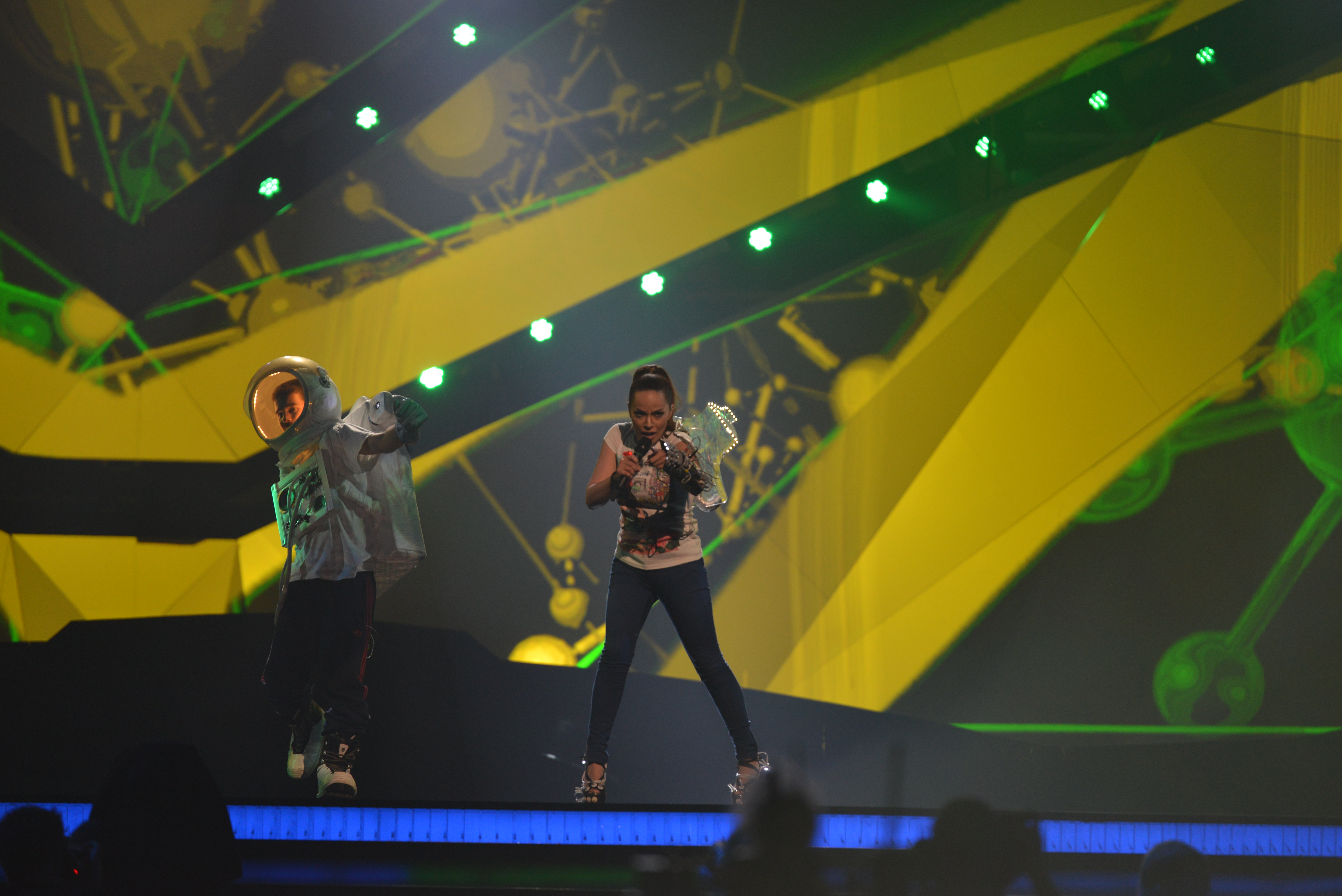
Nina Žižić la Malmö (2013)

Muntenegru a debutat la  Concursul Muzical Eurovision în anul 2007. Înainte participase ca parte a Iugoslaviei. Trupa No Name din anul 2005, reprezentanta Serbiei și Muntenegrului, era din Muntenegru, la fel cum au fost și reprezentanții Iugoslaviei din 1983 și 1984. Muntenegru a intrat în finală în 2014 și 2015, când Knez cu piesa "Adio" a reușit cea mai bună clasare - locul 13, cu 44 de puncte.

## Participări
| An   | Gazdă     | Artist                | Titlu                     | Finală | Puncte | Semi | Puncte |
| ---- | --------- | --------------------- | ------------------------- | ------ | ------ | ---- | ------ |
| 2007 | Helsinki  | Stevan Faddy          | "'Ajde, kroči"            | X      | X      | 22   | 33     |
| 2008 | Belgrad   | Stefan Filipović      | "Zauvijek volim te"       | X      | X      | 14   | 23     |
| 2009 | Moscova   | Andrea Demirović      | "Just Get Out of My Life" | X      | X      | 11   | 44     |
| 2012 | Baku      | Rambo Amadeus         | "Euro-Neuro"              | X      | X      | 15   | 20     |
| 2013 | Malmö     | Who See și Nina Žižić | "Igranka"                 | X      | X      | 12   | 41     |
| 2014 | Copenhaga | Sergej Ćetković       | "Moj Svijet"              | 19     | 37     | 7    | 63     |
| 2015 | Viena     | Knez                  | "Adio"                    | 13     | 44     | 9    | 57     |
| 2016 | Stockholm | Highway               | "The Real Thing"          | X      | X      | 13   | 60     |
| 2017 | Kiev      | Slavko Kalezić        | "Space"                   | X      | X      | 16   | 56     |
| 2018 | Lisabona  | Vanja Radovanović     | "Inje"                    | X      | X      | 16   | 40     |
| 2019 | Tel Aviv  | D mol                 | "Heaven"                  | X      | X      | 16   | 46     |
| 2022 | Torino    | Vladana               | "Breathe"                 | X      | X      | 17   | 33     |
| 2025 | Basel     | Nina Žižić            | "Dobrodošli" (Добродошли) | X      | X      | 16   | 12     |

## Comentatori și purtători de cuvânt
| An   | Comentator                          | Purtător de cuvânt         |
| ---- | ----------------------------------- | -------------------------- |
| 2007 | Dražen Bauković si Tamara Ivanković | Vidak Latković             |
| 2008 | Dražen Bauković si Tamara Ivanković | Nina Radulović             |
| 2009 | Dražen Bauković si Tamara Ivanković | Jovana Vukčević            |
| 2010 | Dražen Bauković si Tamara Ivanković | Muntenegru nu a participat |
| 2011 | Dražen Bauković si Tamara Ivanković | Muntenegru nu a participat |
| 2012 | Dražen Bauković si Tamara Ivanković | Marija Marković            |
| 2013 | Sonja Savović si Sanja Pejović      | Ivana Sebek                |